# Brothers In Arms (serie)
Brothers in Arms (En español Compañeros en Armas) es una serie de videojuegos pertenecientes al género de disparos tácticos de Gearbox Software, que consta de diez videojuegos individuales. La serie principal consiste en los videojuegos de disparos en primera persona Brothers in Arms: Road to Hill 30 (2005), Brothers in Arms: Earned in Blood (2005) y Brothers in Arms: Hell's Highway (2008). La historia se desarrolla en el contexto de la liberación de Europa occidental durante la Segunda Guerra Mundial. Se ha lanzado principalmente para plataformas de Windows y MacOS, así como para consolas de sexta y séptima generación y algunos dispositivos móviles.

## Serie principal

### Brothers in Arms: Road to Hill 30 (2005)
Desarrollado con Unreal Engine 2, este fue el primer videojuego de Gearbox después de una serie de expansiones y puertos a otros videojuegos, como Half-Life. Recibió críticas muy positivas de los críticos.

### Brothers in Arms: Earned in Blood (2005)
La segunda entrega de la serie, lanzada unos siete meses después del primer videojuego. Al igual que el primer videojuego, obtuvo críticas positivas, mientras que la versión de PS2 recibió críticas promedio a positivas.

### Brothers in Arms: Hell's Highway (2008)
La tercera entrega de la serie se realizó con Unreal Engine 3, desarrollado para PC, Xbox 360 y PS3. También obtuvo críticas positivas.

## Otros videojuegos

### Hermanos de armas: Día D (2006)
Videojuego de disparos en primera persona para la PlayStation Portable y más tarde publicada una versión descargada de PSN para la PlayStation Vita.

### Brothers in Arms DS (2007)
Brothers in Arms DS es un videojuego de disparos en tercera persona desarrollado por Gearbox Software y publicado por Ubisoft para la Nintendo DS.

### Brothers in Arms: Art of War (2008)
Art of War es principalmente un juego de disparos lineal, con 13 misiones en tres campañas, incluida la Operación Market Garden.

### Hermanos en armas (2008)
Brothers in Arms es un videojuego desarrollado y publicado por Gameloft para el servicio de videojuegos móviles N-Gage, y es un puerto de Brothers in Arms DS . El videojuego es un videojuego de disparos en tercera persona en 3D. .

### Brothers in Arms: Double Time (2008)
Brothers in Arms: Double Time es una compilación para las plataformas Wii y OS X. El título es una compilación de los dos primeros videojuegos de Brothers in Arms, Brothers in Arms: Road to Hill 30 y Brothers in Arms: Earned in Blood, desarrollado por Gearbox Software y publicado por Ubisoft. Cuenta con 31 niveles establecidos durante la Batalla de Normandía.

### Hermanos de armas: Hora de los héroes (2008)
Hour of Heroes fue el primer videojuego de la serie lanzado para dispositivos móviles iOS. Fue publicado por Gameloft.

### Brothers in Arms 2: Global Front (2010)
Brothers in Arms 2: Global Front es un videojuego de disparos en primera persona lanzado para iOS y Android, con los eventos del videojuego que ocurren en la Segunda Guerra Mundial.

### Brothers in Arms 3: Sons of War (2014)
Brothers in Arms 3: Sons of War es un videojuego de disparos en tercera persona creado para iOS, Android y Windows Phone.

### Furious 4 (Cancelado)
Originalmente destinado a convertirse en parte de la serie, se convirtió en una propiedad intelectual separada después de los comentarios negativos de los fanáticos. Fue cancelado en julio de 2015 y muchos elementos fueron introducidos en Gearborn's Battleborn.

## Recepción
| Videojuego                        | GameRankings | Metacritic                 |
| --------------------------------- | ------------ | -------------------------- |
| Brothers in Arms: Road to Hill 30 | {{{gr1}}}    | (PC) 87 (PS2) 82 (Xbox) 88 |
| Brothers in Arms: Earned in Blood | {{{gr2}}}    | (PC) 84 (PS2) 71 (Xbox) 85 |
| Brothers in Arms: D-Day           | {{{gr3}}}    | (PSP) 65                   |
| Brothers in Arms DS               | {{{gr4}}}    | (NDS) 72                   |
| Brothers in Arms: Hell's Highway  | {{{gr5}}}    | (PC) 79 (PS3) 76 (X360) 76 |
| Brothers in Arms: Double Time     | {{{gr6}}}    | (Wii) 45                   |
| Brothers in Arms: Hour of Heroes  | {{{gr7}}}    | (iOS) 69%                  |
| Brothers in Arms 2: Global Front  | {{{gr8}}}    | (iOS) 83                   |
| Brothers in Arms 3: Sons of War   | {{{gr9}}}    | (iOS) 60                   |

La serie Brothers in Arms ha recibido críticas positivas en general desde su lanzamiento.